# NGC 4688
NGC 4688 (другие обозначения — UGC 7961, MCG 1-33-13, ZWG 43.28, IRAS12452+0436, PGC 43189) — спиральная галактика с перемычкой (SBc) в созвездии Дева.
Этот объект входит в число перечисленных в оригинальной редакции «Нового общего каталога».
В галактике вспыхнула сверхновая SN 1966B. Её пиковая видимая звёздная величина составила 15.